# یوگاو
یوگاو (انگلیسی: YouGov) شرکت مطالعات بازار بریتانیایی است، که در سال ۲۰۰۰ توسط ناظم زهاوی تأسیس شد.